# Westfield River
Der Westfield River ist ein rechter Nebenfluss des Connecticut River im US-Bundesstaat Massachusetts.

## Flusslauf
Das Flusssystem des Westfield River besitzt drei Quellarme, wobei der größte und längste, der East Branch, laut GNIS dem eigentlichen Fluss zugerechnet wird. Dieser entsteht in den Berkshire Mountains am Zusammenfluss von Center Brook und Drowned Land Brook. Er fließt anfangs in überwiegend ostsüdöstlicher Richtung an Cummington vorbei. Die Route 9 verläuft hier entlang dem Flusslauf.  Später wendet sich der Fluss nach Süden und durchfließt die Chesterfield Gorge. Weiter flussabwärts befindet sich der Knightville Dam. Kurz darauf mündet der Middle Branch Westfield River und bei Huntington der West Branch Westfield River, beide rechtsseitig, in den Westfield River. Nun wendet sich der Fluss in Richtung Ostsüdost. Er passiert den Ort Russell und erreicht Agawam und West Springfield. Schließlich mündet der Westfield River nördlich der South End Bridge in den Connecticut River. Der Westfield River ist einer der größten Nebenflüsse des Connecticut River. Er hat eine Länge von 126 km und entwässert ein Areal von 1339 km².

## Freizeit
Abschnitte der drei Quellarme des Westfield River sind seit dem 2. November 1993 bzw. 29. Oktober 2004 als National Wild and Scenic River ausgezeichnet.